# Brug Rijksweg 10-Spaklerweg
De Brug Rijksweg 10-Spaklerweg is een viaductenstelsel in de gemeente Ouder-Amstel, kern Amsterdam-Duivendrecht. Ze is gelegen in de Rijksweg 10 (Ringweg Amsterdam) en voert over de Spaklerweg. Het ontwerp is van Rijkswaterstaat, gelijk aan het beheer.
Alhoewel al in 1977 besproken vonden de meeste werkzaamheden plaats in het midden van de jaren tachtig toen de Rijksweg 10, deel Ringweg-Oost, doorgetrokken moest worden tussen de Rijksweg 2 en Rijksweg 1 richting de aanbouw zijnde Zeeburgertunnel. De omgeving had jarenlang tegen een zandvlakte aangekeken. In het genoemde deel moesten drie aansluitingen gebouwd worden: Johan Blookerweg, Gooiseweg en Middenweg. Uiteindelijk werd dit oostelijk traject in het najaar van 1990 in gebruik genomen.
De Spaklerweg en Rijksweg 10 kregen geen rechtstreekse aansluiting, er was door bebouwing geen ruimte. De verbinding werd bij de Johannes Blookerweg aan de oostzijde van het spoor gelegd (de Spaklerweg ligt ten westen van het spoor). Die Johannes Blookerweg werd net als de verbindingsweg Van Marwijk Kooystraat naar en van de Spaklerweg onderdeel van de stadsroute 111.
Onder het viaduct liggen bij beide landhoofden loze ruimten met daartussen twee fietspaden, tweemaal twee rijstroken met daartussen een groene middenberm. Boven zijn tweemaal vijf rijstroken voor de ringweg over twee viaducten gelegd.
In 2022 werd op de pijlers het kunstwerk Bollenbos geschilderd; deel uitmakend van een meerdelig werk onder de titel Hart.